# سازمان ارگنه‌کن (ادعا)
سازمان ارگنه‌کن ادعایی است که به وجود یک سازمان مخفی سکولار و ملی‌گرای افراطی در ترکیه اشاره دارد. ظاهراً این سازمان مخفی با نیروهای نظامی و امنیتی ترکیه نیز ارتباط دارند. این گروه نام خود را از افسانهٔ مغولی-ترکی ارگنه‌کن برگرفته است که داستان آن در رشته‌کوه آلتای اتفاق می‌افتد. این گروه توسط دولت ترکیه به عنوان تروریست شناخته شد. برخی باور دارند که سازمان ارگنه‌کن به دولت پنهان ترکیه وابسته است  بیشتر کسانی که در این رابطه دستگیر شدند، به جرم همکاری با جنبش گولن زندانی یا تبعید گشتند.